# Phryxe sendis
Phryxe sendis là một loài ruồi trong họ Tachinidae.